# Ria di Pontevedra
La Ria di Pontevedra si trova nella provincia di Pontevedra, in Galizia (Spagna). È uno dei tre ingressi principali al mare della Galizia nelle Rías Bajas, la zona più turistica della zona. È anche la più regolare e la terza ria più grande di tutte quelle della Galizia con i suoi 145 km² di superficie.
Nei pressi dell'estuario vi sono diverse isole, tra cui le più importanti sono la l'Isola di Tambo, al piedi dell'estuario, e, alla foce l'Isola di Ons, la più grande, e l'Isola di Onza, la più piccola. Queste fanno parte del Parco nazionale delle Isole Atlantiche della Galizia. All'estremità meridionale si apre la baia di Aldan. L'estuario convoglia un volume d'acqua di circa 3 937 milioni di metri cubi.
Una delle caratteristiche principali dell'estuario è la presenza di numerose zattere sulle quali sono innestati vivai per l'acquacoltura.

## Geografia
La Ria è situata nella provincia di Pontevedra, nella comunità della Galizia, nel nord-ovest della Spagna.
Alla fine dell'estuario si trova il capoluogo di provincia, Pontevedra, riconosciuto come il capoluogo delle Rias Bajas. A sud dell'estuario si trova la comarca de El Morrazo; a nord la comarca dei Salnés; a ovest l'oceano Atlántico e la famosa isola di Ons; e, ad est, Pontevedra, la grande città monumentale delle Rias Bajas della provincia di Pontevedra.
Il corso d'acqua che più si addentra in questo estuario è il Lérez, con una portata media annua di 432 milioni di metri cubi. Le precipitazioni medie annue sono di 1.500 mm. I comuni che circondano l'estuario sono:
sulla riva nord: Sangenjo e Poyo; sulla riva meridionale: Pontevedra, Marín, Bueu e Cangas de Morrazo.
Questi comuni ospitano più di 200 000 abitanti che, in estate, grazie al turismo, possono raggiungere più di 350 000 persone, in quanto città come Sangenjo, durante la stagione estiva, quadruplicano la popolazione. Il comune più popoloso è il capoluogo della provincia, Pontevedra, con 83 000 abitanti, e poi Marín, con più di 25 000 abitanti.

## Turismo
La zona dell'estuario ha una notevole valenza turistica, una delle maggiori della Galizia. Qui si trovano i comuni di Marín, con la sua Accademia Navale Militare della Spagna, i turistici Sangenjo, Bueu, Pontevedra oppure Poyo (Pontevedra), e città come Portonovo o Combarro, con i loro tipici granai.
Sulle sue acque, e in sicurezza si possono praticare la vela e la navigazione. Il Reale Club Náutico de Sanxenxo è una delle strutture più importanti. Da qui è partita l'ultima Volvo Ocean's Race.
Nel nord e nel sud della regione vi sono anche molte spiagge, le più popolari sono quelle di Bueu, Aguete, Baltar (Portonovo), Silgar, Mogor, Lourido e Major.
Un altro punto interessante è la presenza dell'Isola di Ons, appartenente al comune di Bueu e integrato nel Parco Nazionale delle Isole atlantiche, che può essere raggiunto con traghetti da Sangenjo, Portonovo, Marín e Bueu, e le cui spiagge sono eccellenti, oltre ad avere alcune torri di guardia privilegiate sulla foce, da El Grove a Cabo Home, a Cangas de Morrazo.
La spiaggia La Lanzada non è situata all'interno dell'estuario, ma nelle vicinanze. È un importante centro turistico e luogo leggendario, quando le donne erano solite fare il bagno nelle sue acque per rimanere incinte. La temperatura media annua delle sue acque è di 14 °C, anche se in agosto è di circa 18 °C.

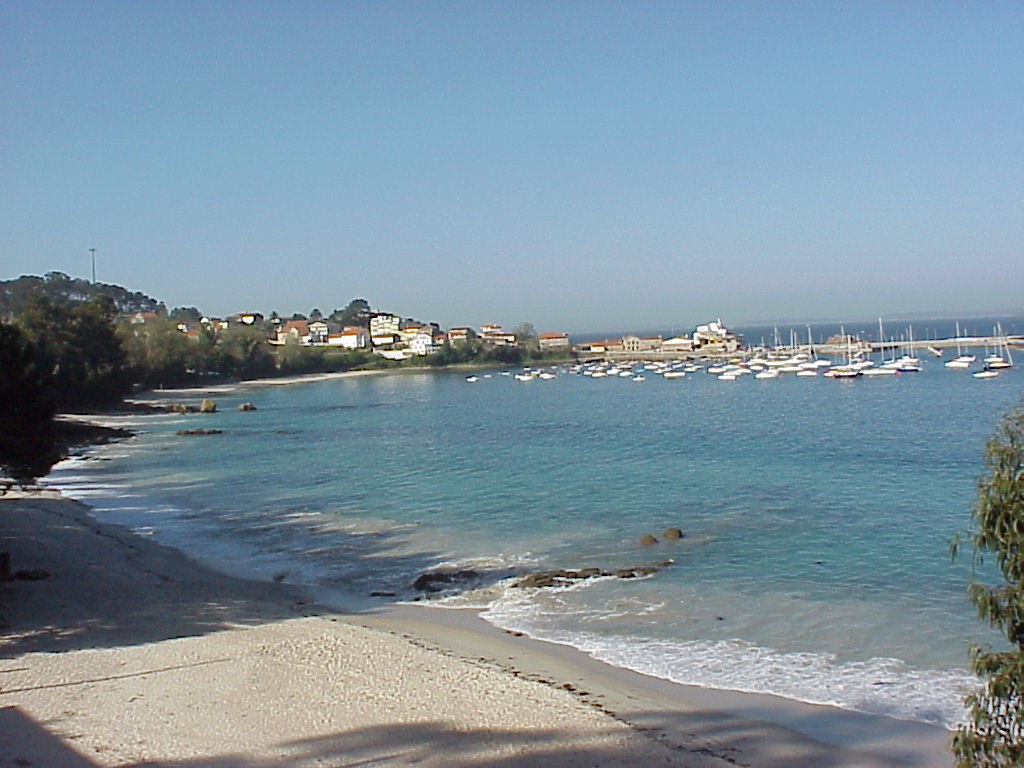
Playa de Aguete a Marín
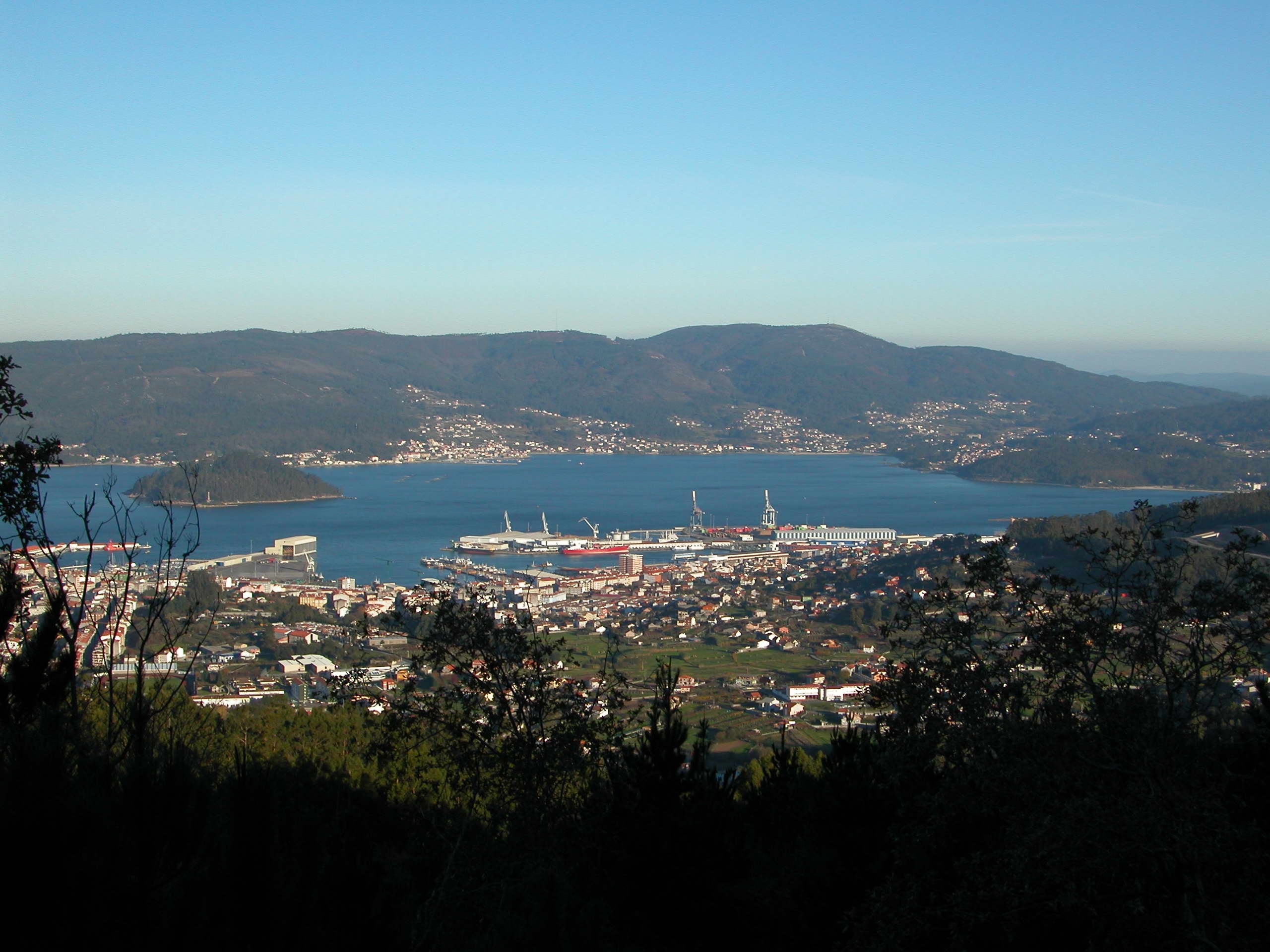
Marín e la Ria di Pontevedra
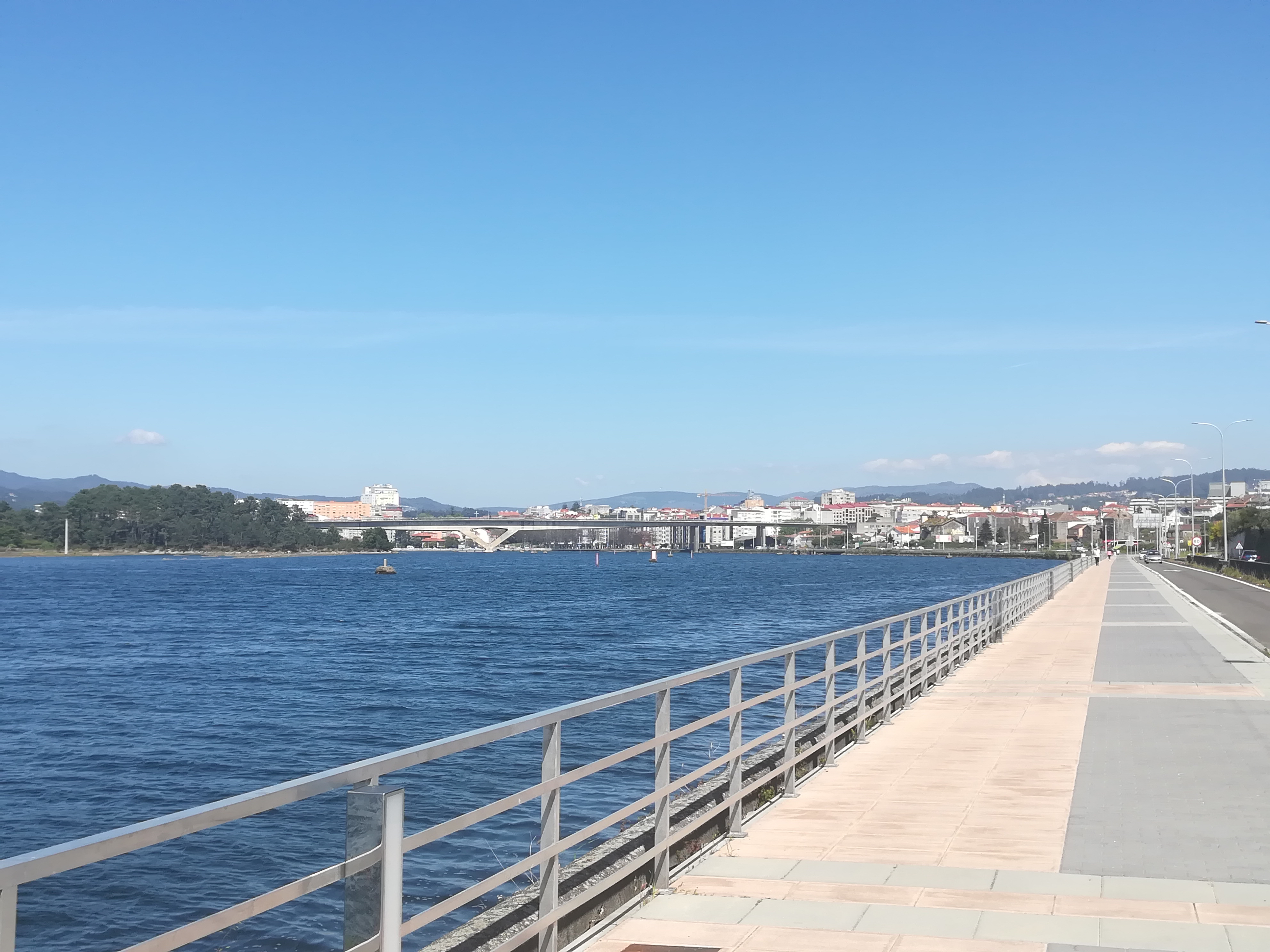
Pontevedra, capoluogo della omonima provincia e delle Rias Bajas in fondo alla ria di Pontevedra.
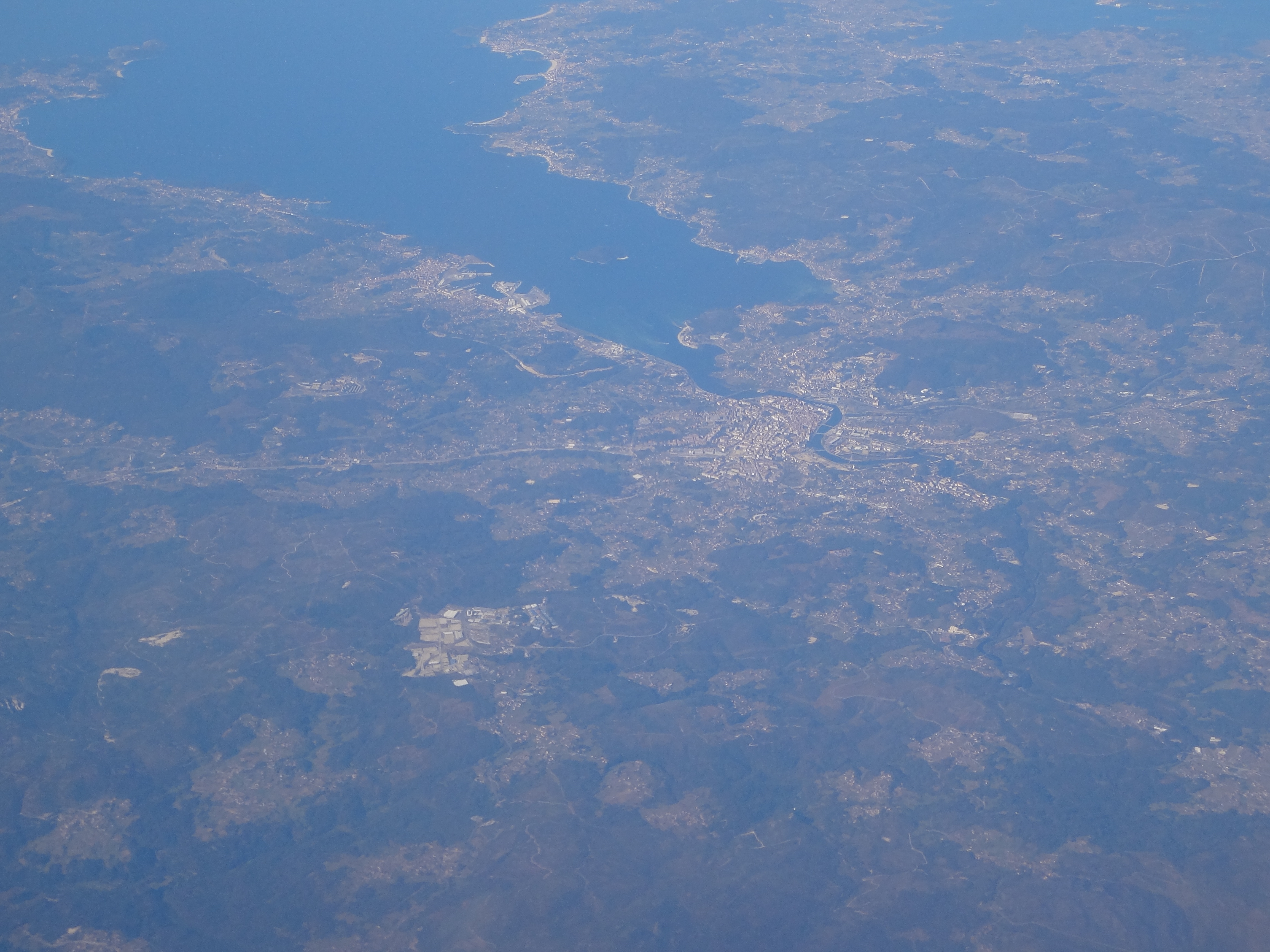
Vista aerea della ria e della città di Pontevedra.

## Fauna
La fauna della ria di Pontevedra è molto ricca. I gabbiani a zampa gialla abbondano, ed è frequente vedere aironi, garzette, piovanelli, ecc. Vi sono anche molte specie di interesse, tra cui varie specie di molluschi, raccolti dagli abitanti dell'estuario.